# Slaveri i Estland
Slaveri i Estland syftar på förekomsten av slaveri inom det område som sedan kom att utgöra Estland. 

## Historik

### Före kristnandet
Det finns mycket lite information om slaveriet och dess detaljer i Estland före dess kristnande, men det bedöms ha spelat en begränsad roll.

### Slavhandel
Baltikum var tidigt ett centrum för slavhandel, och slavhandeln tycks ha varit viktigare än slaveriet som sådant. Baltikum var tidigt ett centrum för slavhandel, och slavhandeln tycks ha varit viktigare än slaveriet som sådant. De baltiska stammarna tillfångatog människor under lokala strider mellan stammarna, men även under piratverksamhet i Östersjön. Slavarna såldes sedan längs flodvägarna österut och söderut ned genom Ryssland till flodvägarna mot slavhandeln på Svarta havet. När vikingarna kristnades och upphörde med sin egen slavhandel, fortsatte balterna att tillfångata slavar och sälja dem nedåt flodvägarna mot Svarta havet. Den baltiska slavhandeln upphörde när tyska orden erövrade Estland. 

### Livegenskap
Under den danska (1219–1346) och sedan tyska tiden (1346–1561) underkastades större delen av befolkningen livegenskap i Estland. Livegenskapen var formellt sett inte samma sak som slaveri. 
I praktiken hade den dock många likheter med slaveri, eftersom livegenskapen i Estland innebar att livegna kunde säljas och köpas. 
Livegenskapen avskaffades i Estland 1816.